# Dubove, Kovel
Dubove (în ucraineană Дубове) este localitatea de reședință a comunei Dubove din raionul Kovel, regiunea Volînia, Ucraina.

## Demografie
Componența lingvistică a localității Dubove
     Ucraineană (98,49%)
     Rusă (1,17%)
     Alte limbi (0,34%)
Conform recensământului din 2001, majoritatea populației localității Dubove era vorbitoare de ucraineană (98,49%), existând în minoritate și vorbitori de rusă (1,17%).